# Satellites (canción de Molly Sandén)
«Satellites» (en español: "Satélites") es un sencillo de la cantante sueca Molly Sandén lanzado el 2 de octubre de 2015 bajo Sony Music Entertainment. Es el último sencillo de la promoción de su EP titulado Like No One's Watching. La canción fue escrita por Molly junto a Maria Smith, Goodfellas, Kevin Högdahl y Victor Thell y producida por este último.
El sencillo es acompañado de un B-side titulado "Under Your Skin"

## Antecedentes y promoción
Satellites marca un cambio de sonido con respecto a los sencillos anteriores apostando por un sonido más dance y comercial. El tema tiene por tópico el amor.
La canción fue promocionada por primera vez en el Nyhetsmorgon de la cadena TV4 en el cual Molly participó además de una entrevista. También se presentó en el Postkodmiljonären y en la radio Musikhjälpen en donde interpretó una versión acústica del tema.

## Videoclip
El video fue dirigido por Bror Bror y fue publicado el 14 de octubre de 2015 en la cuenta oficial de la cantante. En este Molly busca por las calles a alguien. Paralelamente un hombre también hace lo mismo. El video finaliza con un destello al encontrarse los dos. A medida que transcurre el video Molly canta en un fondo blanco mientras su cuerpo es cubierto con imágenes galácticas, distorsiones y la misma historia del video.
Satellites es el primer video en el cual incluye la letra de la canción.

## Canciones
| N.º | Título            | Duración |  |
| 1.  | «Satellites»      | 3.25     |  |
| 2.  | «Under Your Skin» | 4.03     |  |